# Niwa Nagahide
Niwa Nagahide (丹羽長秀 (Đan Vũ Trường Tú) 16 tháng 10, 1535–15 tháng 5, 1585) là một samurai Nhật Bản trong thời đại Sengoku đến thời đại Azuchi-Momoyama vào thế kỷ 16. Ông là một thuộc hạ của gia tộc Oda, và cuối cùng trở thành một daimyo.
Từ khi còn trẻ, Nagahide phục vụ cho Oda Nobunaga và trở thành một trong những thuộc hạ cao cấp của ông, chiến đấu cho nhà Oda trong những trận đánh lớn, như trận Nagashino. Ông cũng là một người thống trị với những công việc hiệu quả với việc xây dựng lâu đài Azuchi, cùng với nhiều công việc nữa. Việc Nobunaga tin ông đến thế nào có thể minh chứng bằng việc Nagahide kết hôn với con gái nuôi của Nobunaga và con trai ông, Niwa Nagashige cưới con gái nuôi của Nobunaga.
Những việc này giúp Nagahide cai quản cả tỉnh Wakasa và lâu đài Sawayama ở tỉnh Ōmi. Năm 1581, trong một cuộc diễu binh ở Kyoto trước mặt Thiên Hoàng cũng như những người truyền giáo nước ngoài, Nagahide được vinh dự đi đầu đám diễu hành.
Năm 1582, khi ấy là vị tướng xếp thứ hai của Oda Nobutaka, Nobunaga ra lệnh cho Nagahide tiến hành chiến dịch ở Shikoku nhưng trước khi ông hành động, Nobunaga đã bị Akechi Mitsuhide giết chết. Nagahide hoãn chiến dịch và quay trở lại để giúp Hashiba Hideyoshi báo thù và giết chết Mitsuhide. Trong cuộc gặp ở lâu đài Kiyosu, nơi tương lai của gia tộc Oda được đem ra bàn luận, Nagahide ủng hộ Hideyoshi tiếp quản vị trí này và nhận được tỉnh Echizen và tỉnh Kaga với tổng cộng 1,230,000 koku, trở thành một trong những thuộc hạ và daimyo mạnh nhất. Tuy nhiên, Nagahide chết bệnh năm 1585 và không tạo ra nhiều ảnh hưởng lắm. Có một điều gây tranh cãi rằng Nagahide không chết vì bệnh, mà vì khi nhìn thấy Hideyoshi tập trung quá nhiều quyền lực và che khuất cả gia tộc Oda mà Nagahide đã phục vụ bao năm, ông cảm thấy mình đã không sống trọn vẹn vì lợi ích của Nobunaga và gia tộc Oda nên đã tự sát.
Con trai Nagashige của ông sau đó trở thành thành chủ của lâu đài Shirakawa ở Bắc Nhật Bản, và vào thời cháu nội của Nagahide là Mitsushige, mảnh đất 100.000 koku của gia đình được chuyển đến Nihonmatsu, nơi họ sống cho đến hết thời Edo.